# Fieodosija Morozowa

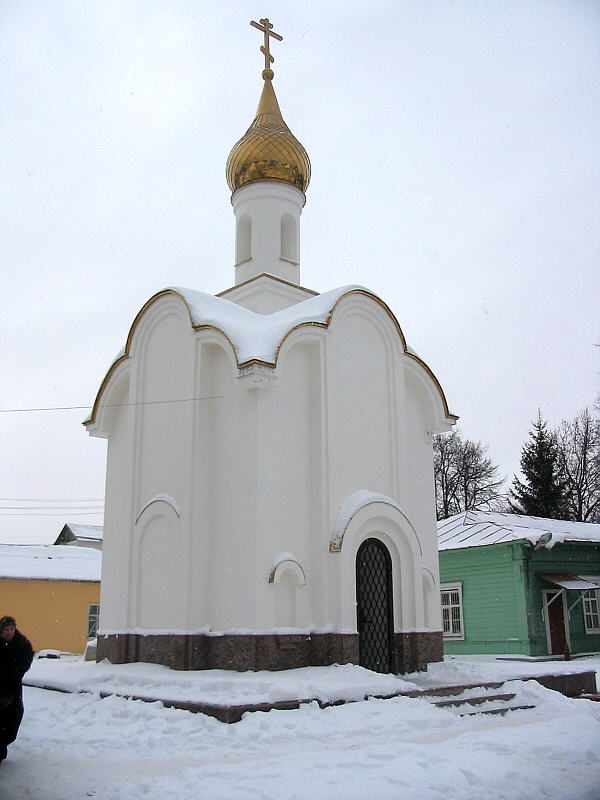
Kaplica na prawdopodobnym miejscu uwięzienia i śmierci Morozowej

Fieodosija Prokopjewna Morozowa (ros. Феодосия Прокопьевна Морозова), z d. Sokownina (ros. Соковнина) (ur. 21 maja 1632 w Moskwie, zm. 1/2 listopada 1675 w Borowsku) – rosyjska arystokratka, działaczka staroobrzędowa, czczona przez starowierców jako święta mniszka-męczennica.

## Życiorys
Była córką okolniczego Prokopija Sokownina, przez ojca była spokrewniona z carycą Marią Miłosławską. W wieku siedemnastu lat wyszła za mąż za Gleba Morozowa, młodszego brata carskiego wychowawcy Borisa Morozowa. Ze związku tego urodził się w 1650 syn Iwan. Dwanaście lat później Gleb Morozow, starszy od żony o ponad trzydzieści lat, zmarł. Kobieta odziedziczyła po nim majątki ziemskie w regionach Moskwy, Dmitrowa, Uglicza, Ałatyru, Wiatki, Kostromy, Arzamasu, Galicza i Jarosławia. Posiadała osiem tysięcy poddanych chłopów, a jej łączny majątek szacowano na 200 do 250 tys. rubli.
Według hagiografii wdowa prowadziła od tego momentu życie ascetyczne, spędzając czas na modlitwie, lekturze literatury religijnej i pracach ręcznych. Ocenę tę podziela Pierre Pascal. Jej ojcem duchowym został protopop Awwakum Pietrow, któremu udzieliła schronienia we własnym domu po powrocie ze zsyłki na Syberię w 1664.
Morozowa poparła ruch staroobrzędowców, odrzucający reformę liturgiczną patriarchy Nikona. W swoim domu udzielała schronienia prześladowanym przeciwnikom reform. Odmawiała uczestniczenia w nabożeństwach razem z całym dworem, gdyż odbywały się one z użyciem poprawionych ksiąg liturgicznych. Również w listach broniła obrzędów rosyjskich. Po zsyłce protopopa Awwakuma do więzienia w Pustoziersku była nakłaniania do porzucenia starych obrzędów przez archimandrytę Joachima, przełożonego Monasteru Czudowskiego. Gdy odmówiła, car Aleksy I polecił odebrać jej połowę majątku, z czego ostatecznie zrezygnował dzięki wstawiennictwu Marii Miłosławskiej. W grudniu 1670 Morozowa w tajemnicy złożyła śluby mnisze, przyjmując imię Teodora. Stale korespondowała z Awwakumem i starała się wspierać go materialnie. Na swój dwór sprowadziła mniszkę Aleksandrę, którą tytułowała matką przełożoną, przyjmowała także innych mnichów i duchownych na stałe lub czasowo. 22 stycznia 1671 odmówiła wzięcia udziału w ślubie cara Aleksego I z Natalią Naryszkiną. W lecie tego roku była kilkakrotnie ostrzegana przez przychylnych jej dworzan, że dalsze manifestowanie przywiązania dla starych obrzędów może skończyć się dla niej uwięzieniem. Morozowa twierdziła jednak, że woli zginąć, niż zgodzić się z postanowieniami „heretyckich” reform liturgicznych.
16 listopada 1671 została aresztowana razem ze swoją siostrą Jewdokią Urusową, również działaczką staroobrzędową. Obydwie odmówiły modlitwy przy użyciu poprawionych ksiąg liturgicznych. Zostały wówczas poddane torturom. W 1673 uwięziono je w monasterze Narodzenia Matki Bożej i św. Pafnucego w Borowsku, gdzie zostały ostatecznie dwa lata później zamorzone głodem.
Fieodosija Morozowa jest czczona przez staroobrzędowców jako święta męczennica. Na miejscu jej śmierci wzniesiono kaplicę. Wasilij Surikow uwiecznił jej postać na obrazie Bojarynia Morozowa, przedstawiającym ją w momencie przewożenia do ostatniego miejsca uwięzienia.